# ZGMF-X56S Impulse

ZGMF-X56S Impulse

ZGMF-X56S 脈衝鋼彈（Impulse Gundam）為日本機械科幻動畫作品《機動戰士鋼彈SEED DESTINY》中虛構的有人式人型機器兵器（MS），主角真·飛鳥搭乘之座機，故事後半改由露娜瑪麗亞·霍克駕駛。機體名「Impulse」為英語的「脈衝」之意，機體設計為大河原邦男。

## 開發經過
C.E.73年，儘管雅金·杜威戰役的煙硝味早已散去，但P.L.A.N.T.與地球各主要國家之間依舊處於相互猜忌的狀態。為了確保得來不易的和平，P.L.A.N.T.最高評議會議長吉伯特·杜蘭朵下達了開發新型MS的命令。憑藉著P.L.A.N.T.優秀的MS製造技術，又吸收了前大戰期間遭地球聯合軍侵攻的歐普聯合首長國逃亡出走的技術人員，為象徵札夫特尖端機種的ZGMF-X系開發出「第二世代系列（Second Stage Series）」試作MS群。受到「尤尼烏斯條約」限制各國MS數量的影響，本機概念自開發之始即被預定為「一機多用」的萬能機，可謂「第二世代系列」的核心。

## 機體介紹
本機的開發理念是實現在各個方面均能以單機壓制戰地的究極萬能機，參考了聯合的「攻擊者背包系統（Striker Pack System）」運用思想，由薩克戰士的「巫師系統（Wizard System）」進一步發展而來的「魅影系統（Silhouette System）」。依據戰況的變化，在母艦內著裝各兵裝模組「魅影（Silhouette）」，其他的魅影則利用專用的無人牽引機「魅影飛行器（Silhouette Flyer）」發射至本機所在位置，進行即時空中換裝，效率勝過之前的其他換裝系統。
前大戰結束後數個月，P.L.A.N.T.與地球聯合締結了「尤利烏斯條約」，條約禁止MS搭載核引擎。為了改善MS可動時間的限制，P.L.A.N.T.統合開發局研發了新型動力機關「Duetrion」，一種氘光束送電系統。在一定範圍內可由母艦以無線鐳射發送能量，使本機的活動時間遠超過其他必須歸艦補給的一般MS。除此之外，「尤尼烏斯條約」還規定依人口與軍隊規模，對各國的MS保有數量做出了限制，這無疑地對P.L.A.N.T.極端不利。開發組為規避此一條文，刻意將本機的設計分割為三個部分，上半身的胸部部件、下半身的腿部部件以及駕駛艙；並同樣採用了飛行器（Flyer）的概念，即胸部飛行器（Chest Flyer）、腿部飛行器（Leg Flyer）以及核心飛梭（Core Splendor）。如此一來，本機便不是「一台MS」，而是「亦」可作為合體MS運用的「三台航空機（航宙機）」這樣的定位。這是為求能夠保持限制機體數量以上的MS，又不違反條約，出於政治因素所做的措施。三大部件合體後構成本機的MS形態，即使機體某部位遭破壞，母艦可立即發射新部件進行更換，讓本機得以繼續作戰，迅速排除肢體損傷對戰鬥力的影響，合體完成後飛行器會自動返回母艦。駕駛艙所在的核心飛梭，緊急時可脫離機體，大幅提高了駕駛員的生還率，亦可作為戰鬥機獨立作戰，衍生出各種戰術。不過，本機特殊的構造大異於傳統的MS，同時操作三個部件與魅影的分離、合體，沒有相當技術的駕駛員無法掌握。另外，本機採用了最新的VPS裝甲（可變相轉移裝甲），這是改良自聯合軍前期GAT-X系列MS的PS裝甲（相轉移裝甲），透過電壓調整改變防禦力和裝甲顏色，可依機體部位做不同配置，達到重點部位擁有較高防禦力同時又節省機體電力的目的。
本機的「魅影」模組準備了三種型態，高機動戰式樣的威力型魅影（Force Silhouette）、接近戰式樣的巨劍型魅影（Sword Silhouette），以及砲擊戰式樣的轟擊型魅影（Blast Silhouette）。由於各型態魅影需要的電力不同，著裝魅影後機體電力的耗費也不同，為了讓能源耗費更加效率化，每次著裝魅影都要調整VPS裝甲的電壓，其副效果就是裝甲色會依裝備的魅影型態發生固定的變化。
本機胸部內藏兩門MMI-GAU25A 20mmCIWS，為「第二世代系列」試作MS群共有，用於對敵機威嚇、牽制和迎擊飛彈等的近接防禦，以及對地掃射。胸部內藏型對駕駛艙的保護更佳，比起搭載空間受到較大制約的頭部內藏型，對內部機構沒有負擔，裝彈數亦大幅增加。不過，由於胸部的可動範圍不比頭部，有效射擊角度多少受到限制。兩腰部收納了兩柄M71-AAK「折疊式」鐳射對裝甲刀，實體刃和振動波併用，由於相較其他武裝並不耗費機體電力，是本機最後的武器。可輕易貫穿刃式L軀體的裝甲，威力絕對不低。本機的主武裝為MA-BAR72 高能量光束步槍 ，改良自自由鋼彈與正義鋼彈裝備的MA-M20「狼式」光束步槍，能源消耗效率大幅提升，總和性能優於原型。除深淵鋼彈以外的其他「第二世代系列」MS均有裝備，外觀些許不同，但基本設計幾乎是同樣的。防禦端則配備MMI-RG59V 機動防盾，施作了對光束塗層的盾。其裝甲備有可上下左右滑動的伸縮機構，必要時調整盾的尺寸，兼顧了有效防禦面的擴大與靈活性，故本機裝備巨劍型和轟擊型魅影時也能夠攜行機動防盾。另外，盾的裝甲採用了類似鏡面的材質，可以反彈來自某些射角的光束。
本機作為「第二世代系列」的代表，擁有出色的性能，專屬駕駛員是札夫特紅衣精英兵真·飛鳥。因戰爭而失去一切的他得到了渴望已久的力量，搭乘本機立下各種戰功，助札夫特打通了自卡貝塔利亞基地至直布羅陀基地的通道，穩固了在歐亞聯邦西側的基礎，因而被稱為札夫特的超級王牌。後來更擊墜了不敗的自由鋼彈，令本機一躍成為名機。本機在改由露娜瑪利亞·霍克駕駛後，仍作為札夫特的主力活躍於戰場。

## 機體諸元
- 型號：ZGMF-X56S
- 名稱：Impulse
- 建造：P.L.A.N.T.
- 所屬：札夫特
- 分類：札夫特鋼彈目‧第二世代系列‧裝備換裝型試作MS
- 全高：17.76米
- 重量：63.54噸
- 裝甲材質：VPS裝甲
- 動力源：Duetrion（氘光束送電系統）
- 作業系統：MOBILE SUIT NEO OPERATION SYSTEM「Generation Unrestricted Network Drive Assault Module」
- 駕駛：真·飛鳥[1][2][3]、露娜瑪利亞·霍克

### 特殊裝備或機能
- 魅影系統
- 分離合體機能

## 機體武裝與型態

### Impulse（脈衝鋼彈）
未裝備魅影時的基本型態。

#### 武裝
- MMI-GAU25A 20mmCIWS × 2
- M71-AAK 「折疊式剃刀（Folding Razor）」對裝甲刀 × 2
- MA-BAR72 高能量光束步槍
- MMI-RG59V 機動防盾

### Force Impulse（威力型脈衝鋼彈）
以中近距離戰鬥為想定的機動力強化用魅影。備有大推力的推進器與複數的游標推進器，加上兼作散熱板的機翼六片，無論宇宙空間或大氣圈內均能發揮很高度飛行能力。此前，軍方正式採用的換裝型背包中，不曾存在「宇宙空間、大氣圈內兩用」的機動力強化用背包（就連攻擊鋼彈的翔翼型背包也只能作低空滑翔而無法長時間滯空），泛用性大大超過了傳統的同類。高機動性與標準武裝，加上大氣圈內飛行能力使得泛用性相當高，是使用頻率最高的型態。VPS裝甲色和未著裝魅影的脈衝鋼彈同樣，以白色、藍色為基調。
另外搭載了兩柄MA-M941 「金鋼杵」光束軍刀，改良自自由鋼彈與正義鋼彈的MA-M01 「蜥式」光束軍刀，擁有「蜥式」以上的出力而單位時間的耗能降低，電池動力設備亦可長時間連續使用。除深淵鋼彈外的「第二世代系列」MS群所共有的兵裝，「金剛杵（Vajra）」則來自印度神話中雷神因陀羅所持的法器之名。

#### 諸元
- 型號：ZGMF-X56S/α
- 全高：18.41米
- 重量：78.3噸

#### 武裝
- MMI-GAU25A 20mmCIWS × 2
- M71-AAK 折疊式剃刀（Folding Razor）」對裝甲刀  × 2
- MA-BAR72 高能量光束步槍
- MMI-RG59V 機動防盾
- 威力型魅影（Force Silhouette）
  - MA-M941 「金剛杵」光束軍刀 × 2

### Sword Impulse（巨劍型脈衝鋼彈）
以對MS格鬥戰為想定的格鬥戰用魅影。搭載的追加裝備全部為近接戰用物，但由於機體本體仍保有光束步槍作為標準裝備，亦可對應中距離戰鬥。若將追加裝備全部去除，本模組的形狀非常單純，幾乎沒有靜止重量，無損機體的運動性能。VPS裝甲色以白色、紅色為基調。
武裝搭載了兩柄MMI-710 「石中劍」鐳射對艦刀，擁有接近本機全高的長度，有鐳射刃發生裝置也能作為實體劍使用。運用幅度很廣，可以單刀、二刀流或連結形態等使用，將兩刀柄連結的形態稱為「雙面形態（Ambidextrous form）」。除了格鬥戰，恰如其「對艦刀」之名，針對敵艦主要部分的狙擊也是有效的運用方法，能輕易斬斷戰艦的艦橋。「石中劍（Excalibur）」之名的由來，則是出自亞瑟王所擁有的愛劍。另外還有兩支RQM60 「爍刃（Flash-Edge）」光束迴旋鏢，是正義鋼彈搭載的RQM51 「派瑟」光束迴旋鏢的改良發展型。兩支迴旋鏢通過結合本體部分，沒有光束但擁有實體刃，可作為一支大型迴旋鏢使用。

#### 諸元
- 型號：ZGMF-X56S/β
- 全高：19.37米
- 重量：78.93噸

#### 武裝
- MMI-GAU25A 20mmCIWS × 2
- M71-AAK 折疊式剃刀（Folding Razor）」對裝甲刀 × 2
- MA-BAR72 高能量光束步槍
- MMI-RG59V 機動防盾
- 巨劍型魅影（Sword Silhouette）
  - MMI-710 「石中劍」鐳射對艦刀 × 2
  - RQM60 「爍刃（Flash-Edge）」光束迴旋鏢 × 2

### Blast Impulse（轟擊型脈衝鋼彈）
以對艦攻擊、火力支援為想定的火力強化用魅影。本模組搭載了大出力的光束砲、電磁軌砲，以及壓制面用的飛彈發射器等多種多樣的火器，單純的破壞力、射程距離可說是全魅影中最強的。另外，追加了推進器和光束標槍，機體本體亦攜行光束步槍，一定程度保持了機動性與中距離以內的戰鬥能力，也能夠在大氣圈內盤旋飛行，或是在陸地或海面上做氣墊移動。VPS裝甲色以白色、黑色以及綠色為基調。
裝備的兩門M2000F 「地獄犬（Kerberos）」高能量長射程光束砲，為對艦、對要塞用的大出力光束砲。威力非常驚人，大型的太空碎石也能轟成兩半，名稱的由來是希臘神話中地獄看門的三頭犬。肩部裝備的兩門MMI-M16XE2「暴雨（Deluge）」超高初速軌道砲，為高速射擊的電磁軌砲。與「地獄犬」一體的GMF39 四連裝飛彈發射器，備有AGM141 「螢火蟲（Firefly）」誘導飛彈的發射管，兩門共8個。「地獄犬」、「暴雨」、「螢火蟲」亦可同時發射。沿著「地獄犬」砲身收納的MA-M80 「勇抗式（Defiant）」光束標槍，屬於長柄的光束軍刀系兵裝，也可說是槍型的光束軍刀。和深淵鋼彈的光束戟同樣，是為了迴避弱點的接近戰，確保與敵距離的兵裝。脫離本機手掌後短時間內仍能保持光束刃，因此亦可作為投擲武器使用。

#### 諸元
- 型號：ZGMF-X56S/γ
- 全高：19.21米
- 重量：84.68噸

#### 武裝
- MMI-GAU25A 20mm CIWS × 2
- M71-AAK 折疊式剃刀（Folding Razor）」對裝甲刀 × 2
- MA-BAR72 高能量光束步槍
- MMI-RG59V 機動防盾
- 轟擊型魅影（Blast Silhouette）
  - M2000F 「地獄犬（Kerberos）」高能量長射程光束砲 × 2
  - MMI-M16XE2「暴雨（Deluge）」超高初速軌道砲 × 2
  - MA-M80 「勇抗式（Defiant）」光束標槍
  - GMF39 四連裝飛彈發射器 × 2
    - AGM141 「螢火蟲（Firefly）」誘導飛彈

### Core Splendor（核心飛梭）
駕駛艙的所在，分離時作為核心飛梭，同時是戰鬥機。合體時變形為核心組塊（Core Block），被收納於機體的軀體之中。

#### 諸元
- 型號：YFX-M56
- 全長：5.67米
- 重量：3.02噸

#### 武裝
- MMI-GAU19 20mm機關砲 × 2
- QF908 航空飛彈發射器 × 2
  - AGM33 「瓢蟲」誘導飛彈

## 戰鬥史

### C.E. 73年
- 10月2日　軍械庫1號事變（第二世代系列MS強奪事件）：P.L.A.N.T.本國的殖民地衛星之一「軍械庫1號」遭地球聯合軍第81獨立機動群「幻痛」入侵，強奪了「第二世代系列」的混沌鋼彈、深淵鋼彈和蓋亞鋼彈三機後大肆破壞當地軍事設施。真·飛鳥駕駛本機裝備「巨劍型魅影」首次出動，中止了這場騷亂。隨後本機換裝為「威力型魅影」追擊三機至殖民地外部，遭遇了「幻痛」軍官尼歐·羅安那克駕駛的新型泛用MA—艾格薩斯的突擊[1]。
- 同日　不明艦1號追擊戰：為了奪回「第二世代系列」三機，本機裝備「轟擊型魅影」偕露娜瑪利亞·霍克的砲擊型薩克戰士和兩機蓋茲R一同嘗試直取敵母艦（由於該船艦身分不明而被智慧女神號暫時表記為不明艦1號）。但在敵部隊的奇謀下，兩機蓋茲R遭擊墜，本機和砲擊型薩克戰士受到混沌鋼彈、深淵鋼彈和蓋亞鋼彈三機的牽制，遠處的智慧女神號則遭到圍攻。最終在雷·札·巴雷爾駕駛瞬發型薩克幽靈的活躍下，智慧女神號雖免於被擊沉，卻也失去了敵艦的行蹤。
- 10月3日　Break the World（尤尼烏斯7號墜落恐怖攻擊事件）：本機和阿斯兰·萨拉的薩克戰士一同出擊支援焦耳隊，阻止薩拉派札夫特逃兵組成的恐怖份子意圖將殖民地「尤尼烏斯7號」殘骸墜落地球的陰謀。此役本機頗為活躍，真·飛鳥身為新進駕駛員，將本機性能充分發揮；不但與中途介入的混沌鋼彈、深淵鋼彈和蓋亞鋼彈三機混戰，又擊墜數機恐怖份子的高機動基恩二型。最後在進入大氣圈的同時終於成功粉碎了「尤利烏斯7號」，但其碎片仍大量散落在地球各地，造成世界性的災難。另外，本機在突入大氣圈的同時，救援了阿斯兰·萨拉的薩克戰士被大氣層燃燒殆盡的危機。[1]
- 歐普外海戰：智慧女神號離開歐普聯合首長國領海之際，遭到地球聯合軍的埋伏，後方則受到歐普國防軍以砲擊警示不得再入其領海。本機在與地球軍的新型的巨大MA—薩姆札查的交戰中用罄能量，VPS裝甲失效而失去右足。生死關頭，真·飛鳥SEED覺醒，閃避了致命的砲擊，隨即呼叫智慧女神號發送重氫光束為本機充電，然後迅速擊破薩姆札查。接著又換裝新的腿部部件和「巨劍型魅影」，以單機之姿殲滅地球軍艦隊，拯救了智慧女神號。智慧女神號趕往札夫特最近的卡貝塔利亞基地，位於大洋洲聯合的前澳大利亞[1]。
- 印度洋攻防戰：智慧女神號受命自卡貝塔利亞基地出發，向西北前往直布羅陀。離開卡貝塔利亞基地沒多久，於印度洋上的蘇門答臘近海遭遇「幻痛」襲擊並與之展開死鬥，本機擊墜眾多威達，接著同尼歐·羅安那克的威達交手。本機追趕至蘇門答臘海濱時突遭史黛菈·路歇的蓋亞鋼彈衝撞，兩機展開白兵戰，一路交手至島內。真·飛鳥意外發現了正在建設中的印度洋前線基地，同時目擊大量當地居民被聯合軍以暴力強徵為建設基地的苦力，試圖逃走的勞工慘遭射殺。最終量產MS部隊的全滅迫使「幻痛」撤退，本機破壞了基地並解放了當地民眾。隨後智慧女神號前往札夫特攻略蘇伊士運河的前線，位於波斯灣的瑪哈姆爾基地[2]。
- 喀爾納罕基地攻防戰：智慧女神號一行在瑪哈姆爾基地得知，為了孤立聯合軍的蘇伊士基地，亟需拔除地球軍的戰略據點，位於中東地區的喀爾納罕基地。該基地不但建設於易守難攻的山岳內部，唯一通道的溪谷盡頭還設置有巨大陽電子砲「羅安格林」以及裝備了陽電子反射器的新型巨大MA傑爾茲克防守著，被稱為「羅安格林關卡」。此役真·飛鳥發揮了高超技術，利用本機的分離、合體特性，同時操縱核心飛梭、胸部飛行器和腿部飛行器三個部件通過狹窄幽暗的古坑道，突入溪谷深處的砲台附近後立即合體。以無裝備的基本型態擊破數機刃式L和對空掃射砲，並及時破壞了「羅安格林」。隨後智慧女神號前往黑海沿岸都市迪歐基亞的札夫特基地。
- 達達尼爾海峽之戰：智慧女神號通過馬爾馬拉海，進入達達尼爾海峽後即與聯合軍同歐普軍組成的聯合艦隊展開激戰。就在智慧女神號正要向奧布軍的護衛艦群發射陽電子砲的寸刻之前，自由鋼彈突然介入破壞其砲身，接著對三方展開無差別攻擊，並間接造成智慧女神號的新隊員海涅·威斯坦弗斯駕駛的古夫烈焰型慘遭蓋亞鋼彈腰斬。本機亦在自由鋼彈的強襲下失去右手[2]。
- 蓋亞鋼彈擄獲作戰：退回馬爾馬拉海港口進行維修、補給作業的智慧女神號，突然偵測到蓋亞鋼彈單機前往聯合軍培養強化人的中心「盧西尼亞實驗室」。本機和救星鋼彈隨即出動，一番交手後本機成功壓制了蓋亞鋼彈並俘虜其駕駛員史黛菈·路歇。
- 克里特外海戰：智慧女神號於克里特島附近海域再度遭到聯合與歐普同盟軍圍攻，中途自由鋼彈和大天使號再次介入。數量上處於絕對劣勢的智慧女神號面對機海戰術以及歐普軍的自殺式特攻逐漸支持不住，不但船體受損嚴重，瞬發型薩克幽靈和砲擊型薩克戰士受到重創，露娜瑪麗亞·霍克亦身受重傷。真·飛鳥SEED覺醒，漂亮地閃避了自由鋼彈的攻擊，隨後擊破深淵鋼彈。再以單機之姿殲滅歐普軍艦隊，並完全擊沉其旗艦建御雷號，拯救了智慧女神號。
- 柏林之戰：為了剷除歐亞聯邦西側的札夫特勢力及當地的反聯合氣燄，理法命令「幻痛」以新型的巨大MS—破滅鋼彈為主力，摧毀三個城市後繼續侵攻柏林，市民受到波及而傷亡慘重。即便是自由鋼彈也無法予之損傷，智慧女神號趕到後派遣本機迎擊。本機一出動即展現超級王牌的實力，迅速地突破破滅鋼彈的彈幕並切開其駕駛艙門。欲接續下一擊時，被尼歐·羅安那克的威達阻擋並告知破滅鋼彈上的駕駛員正是史黛菈·路歇，真·飛鳥震驚之中本機停止動作。真·飛鳥為了喚回史黛拉·路歇，以本機攔阻了自由鋼彈的攻擊，接著以放下武裝的姿態靠近破滅鋼彈。看似將要成功之時，自由鋼彈的接近導致史黛拉再度暴走，破滅鋼彈突然再度做出準備砲擊的態勢。自由鋼彈趁隙破壞了破滅鋼彈即將發射的砲口，引發爆炸造成史黛菈·路歇傷重死亡[3]。
- Angel Down：智慧女神號奉命同友軍圍剿剛離開斯堪地那維亞王國的大天使號，作戰代號「Angel Down」，本機遂與自由鋼彈展開死鬥。由於真·飛鳥事前分析了自由鋼彈的行動模式，進行了多次模擬戰鬥，並活用本機的分離、合體結構，以靈活變幻的戰術壓制性能更勝一籌的自由鋼彈。最後以對艦刀發動特攻，刺穿了自由鋼彈腹部引發爆炸，本機亦受波及而損傷不輕。

### C.E. 74年
- Operation Ragnarok（天堂基地攻防戰）：反理法同盟軍進攻理法位於冰島的最後根據地——天堂基地，自此役起本機改由露娜瑪利亞·霍克駕駛，裝備威力型魅影發揮堅強的實力，擊墜數架威達。接著換裝巨劍型魅影同命運鋼彈與傳說鋼彈攜手攻擊打倒了兩機破滅鋼彈，為反理法同盟軍的勝利做出巨大貢獻。
- Operation Fury：此役本機並未參戰，直到戰鬥接近尾聲時理法盟主洛德·吉布列搭乘穿梭機逃往宇宙，智慧女神號緊急派遣本機升空攔截。本機多發射擊未中，被吉布列脫逃成功。
- 第達羅斯、安魂曲攻防戰：為了阻止洛德·吉布列再度朝P.L.A.N.T.本國發射「安魂曲」，試圖壓制「安魂曲」第一中繼點「佛瑞」的札夫特以超大型航母岡瓦納號為主力的月軌道艦隊出擊。乘著駐守月面基地第達羅斯的地球軍第三機動艦隊前往防衛「佛瑞」時，智慧女神號對基地發動奇襲。露娜瑪麗亞·霍克駕駛轟擊型脈衝鋼彈作為別働隊潛入基地內部，破壞安魂曲的控制中心，成功阻止了第二波發射。而洛德·吉布列準備搭乘穿梭機再度脫逃時，被雷·札·巴雷爾的傳說鋼彈攔截，理法終於覆滅。
- 彌賽亞攻防戰：歐普軍與全力進攻「安魂曲」第一中繼點「佛瑞」，以智慧女神號為首的札夫特自第達羅斯基地出發前往協防。本機作為主力出擊，逼近永恆號時露娜瑪利亞·霍克意外發現胞妹美玲·霍克仍活著並待在永恆號上，震驚之中攻勢遭到德姆騎兵壓制。「佛瑞」遭破壞後，歐普軍轉向第達羅斯基地，智慧女神號從後方追擊。本機在戰鬥中遭遇阿斯蘭·薩拉的無限正義鋼彈，被切斷一手一足，緊接著命運鋼彈趕到與無限正義鋼彈展開對決。原本旁觀的露娜瑪利亞·霍克對於真·飛鳥的心理狀態感到不安，又受到阿斯蘭·薩拉的言語動搖，本機無預警地介入命運鋼彈最後一波攻勢，被精神狀態完全陷入混亂的真·飛鳥視為自由鋼彈而出手攻擊。無限正義鋼彈從旁相救，並破壞了命運鋼彈的雙手和右腳。命運鋼彈機身損傷嚴重墜落在月球上，本機追隨而去。機動要塞彌賽亞和第達羅斯基地的安魂曲均遭到歐普軍破壞，札夫特敗北。

## 變化
在「第二世代系列」開發之初，原構想讓脈衝鋼彈搭載混沌鋼彈、深淵鋼彈與蓋亞鋼彈各自的裝備，使其成為各機中間性質的可變MS。於是嘗試將混沌鋼彈、深淵鋼彈和蓋亞鋼彈也設計為具有分離、合體機構的機體，擔負脈衝鋼彈魅影系統的一環，如此一來脈衝鋼彈便可透過換裝另三機的胸部和裝備部件而獲得其能力。然而為了讓脈衝鋼彈可配合另三機的部件，作為單一MS的機體構造將會複雜化，且變形時須先將腿部部件切離，完全沒有對應水中或沙漠環境等各種地形運用目的的可能性。因此最終還是將混沌鋼彈、深淵鋼彈和蓋亞鋼彈作為各自獨立的MS，以在各地形環境的戰鬥中援護脈衝鋼彈為運用形式的構想來做開發了。即是說，構想最終並沒有被實現。
雖然亦有構想通過「龍騎兵系統」的運用，讓脈衝鋼彈擁有混沌鋼彈、深淵鋼彈和蓋亞鋼彈的能力。然而在進一步追求對應多局面運用性能的命運型脈衝鋼彈實現後，類似的開發便到此為止了。

### Destiny Impulse（命運型脈衝鋼彈）
《機動戰士鋼彈SEED DESTINY MSV》登場。具備威力型、巨劍型與轟擊型全魅影特性的萬能型模組「命運型魅影（Destiny Silhouette）」，相當於攻擊鋼彈I.W.S.P.的統合兵裝系統試驗運用型。本機裝備後通稱「命運型脈衝鋼彈（Destiny Impulse）」，不需要如以往的脈衝鋼彈換裝各魅影模組，本模組是作為可以單一對應全狀況的萬能MS所開發出來。型號的θ為希臘文字的8，意味著這是第八個被設計出來的魅影。命運型脈衝鋼彈總共建造了四機，其中的三機出廠服役。
本模組配備了鐳射對艦刀、大口徑的光束砲和翼型的高機動推進器單位，且對機體本體的追加裝備還有設置於兩腕部的光束迴旋鏢以及光束盾發生裝置。因此命運型脈衝鋼彈在格鬥能力、機動力、火力、防禦力可全面發揮出脈衝鋼彈各魅影同等以上的性能，是為最強的型態。MMI-710 「石中劍」鐳射對艦刀與巨劍型魅影同型，而「伸縮式」延伸式光束砲塔的砲身備有伸縮機構，跟轟擊型魅影的「地獄犬」相比，刪除了飛彈發射器和光束標槍，更加輕量化了。
本機的胸部飛行器雖是新的設計，但是分離、合體機構仍如以往的脈衝鋼彈一般，然而就結果而言是搭載過多的重武裝對於精密的機體構造而言是相當大的負擔。而且偏重光束兵器的裝備帶來惡劣的能源效率，一次出擊即需要二至三次重氫光束充電。何況重氫光束充電只適合緊急時使用，過度頻繁地利用對於機體電路存在短路的風險，這使得本機成為難以運用於實戰的機體。開發組最後得出了「要創造出最強的萬能機，不如從零開始設計全新機體更有效率」的結論，於是啟動了ZGMF-X42S的開發提案。此時，已有四機命運型脈衝鋼彈試作完成，此後便中止了開發和生產。C.E.74年，最終誕生的ZGMF-X42S 繼承了「命運（Destiny）」之名。
如前述，本機作為實戰運用上有困難的機體，然而投入彌賽亞攻防戰的3號機仍創下了頗大的戰果。

#### 機體諸元
- 型號：ZGMF-X56S/θ
- 建造：P.L.A.N.T.
- 所屬：札夫特
- 生產形態：試作機
- 裝甲材質：VPS裝甲
- 駕駛：馬列·史特羅（1號機）、寇特尼·歇洛尼姆特（3號機）

##### 特殊裝備或機能
- 幻象化粒子
- 光之翼

#### 機體武裝
- MMI-GAU25A 20mmCIWS × 2
- M71-AAK折疊式剃刀（Folding Razor）」對裝甲刀 × 2
- MA-BAR72 高能量光束步槍
- RQM60 「爍刃（Flash-Edge）」光束迴旋鏢 × 2
- 「隔絕光（Solidus Fulgor）」光束盾發生裝置 × 2
- 命運型魅影（Destiny Silhouette）
  - MMI-710 「石中劍（Excalibur）」鐳射對艦刀 × 2
  - 「伸縮桶（Telescopic Barrel ）」延伸式光束砲塔 × 2

### Destiny Impulse R（命運型脈衝鋼彈R）
於《機動戰士鋼彈 SEED DESTINY ASTRAY R》登場。開發中斷的命運脈衝計畫被民間企業所收購，結合了獨自概念所完成的機體。通稱「命運型脈衝鋼彈R（Destiny Impulse R）」，R為「Regenes」的略稱。將背部的命運型魅影統合了魅影飛行器的自律飛行機能，並變更為攻擊者背包對應接口，作為「命運R型魅影（Destiny R Silhouette）」進行再設計，武裝亦添加變更。脈衝鋼彈本體幾乎維持原狀，但是省去了核心飛梭，多背包換裝採用攻擊者背包規格。VPS裝甲色則以白和紅紫為基調。
命運R型魅影裝備了「破狼式」長射程光束砲塔，射擊姿勢下砲塔會從魅影伸出。另外，移除了近接戰用的攜行兵器，砲身亦可發出光束軍刀。

#### 機體諸元
番號：ZGMF-X56S/ι

#### 機體武裝
- MMI-GAU25A 20mmCIWS × 2
- M71-AAK折疊式剃刀（Folding Razor）」對裝甲刀 × 2
- MA-BAR72 高能量光束步槍
- MMI-RG59V 機動防盾
- 命運R型魅影（Destiny R Silhouette）
  - 「破狼式（Wolfsbane）」長射程光束砲塔 × 2

### DI Adaga（命運型脈衝刃式）
作為命運型脈衝鋼彈R的僚機同時開發出來的機體。頭部換裝為廢除了V字天線的單眼式樣，除此之外沒有外觀上的相異點。最大的特徵是搭載了「友好系統（Buddy system）」，首先在有人駕駛下AI會累積戰鬥經驗，學習完成後作為命運型脈衝鋼彈R指揮的無人機運用，達到少數王牌駕駛員操作多台高性能機的目的。
DI為Destiny Impulse的縮寫，而Adaga則是Dagger的別名，除了有向地球聯合軍的刃式系機體對抗的意味，也有著「Anti-Dagger（反刃式系）」的雙重意涵。

### Impulse Gundam Spec II（衝擊高達規格二）
於劇場版《機動戰士鋼彈 SEED FREEDOM》中登場。在第二次血色情人節戰爭後與命運高達一同送往奧布進行改修，並在Foundation的決戰中由露娜瑪莉亞·賀古駕駛。
雖然外表、武裝及功能與接受改造前沒有差別，分別在於它安裝了新型的電池增加能源效益，以及使用全新的VPS裝甲顔色設定以增強對物理和高熱傷害的抗性。在裝備巨劍型魅影時全身會變成紅黑兩色，裝備轟擊型魅影時就會全身變成深綠色和橄欖綠色，威力型魅影就比舊型更深的紅白藍三色。也可以從“命運高達規格二”的“氘核射綫能量傳輸系統”中進行即時充能。

#### 機體諸元
番號：ZGMF-56E2
機體武裝
基本的武裝跟原版的衝擊高達一樣。
- 35式試作新型磁軌步槍
  - 由於Foundation的黑騎士小隊所駕駛的MS擁有能抵抗光束攻擊的“FT裝甲”，因此奧布特意為COMPASS的MS發配此專門發射實彈的磁軌步槍來對應之。

## 其他變化
於《機動戰士鋼彈 SEED DESTINY ASTRAY》中提及的設定。運用「龍騎兵系統」的機體群，但未曾被製造、運用，僅是構想之物而已。

### Chaos Impulse（混沌型脈衝鋼彈）

#### 諸元
型號：ZGMF-X56S/δ

#### 武裝
- MMI-GAU25A 20mmCIWS × 2
- MGX-2235B 「遊隼式改」複相光束砲
- MA-XM434 光束爪 × 2
- 附爪機動防盾 × 2
- EQFU-5X 機動兵裝倉 × 2
  - MA-81R 光束突擊砲
  - AGM141 「螢火蟲」誘導飛彈 × 12

### Abyss Impulse（深淵型脈衝鋼彈）

#### 諸元
型號：ZGMF-X56S/ε

#### 武裝
- MMI-GAU25A 20mmCIWS × 2
- M71-AAK 折疊式剃刀（Folding Razor）」對裝甲刀 × 2
- M68 連裝砲 × 2
- MA-X223E 三連裝光束砲 × 2
- M107 「鯨式改」二連裝光束砲 × 2
- 高速誘導魚雷
- MX-RQB516 光束矛

### Gaia Impulse（蓋亞型脈衝鋼彈）

#### 諸元
型號：ZGMF-X56S/ζ

#### 武裝
- MMI-GAU25A 20mmCIWS × 2
- 加農劍 × 2
- MA-M941「金剛杵」光束軍刀 × 2

## 外部連結
- ZGMF-X56S 衝擊高達《機動戰士GUNDAM SEED DESTINY》gundam.info官方網站 （页面存档备份，存于）（繁體中文）（简体中文）（英文）
- ZGMF－X56S/α 強攻型衝擊高達《機動戰士GUNDAM SEED DESTINY》gundam.info官方網站 （页面存档备份，存于）（繁體中文）（简体中文）（英文）
- ZGMF－X56S/γ 爆破型衝擊高達《機動戰士GUNDAM SEED DESTINY》gundam.info官方網站 （页面存档备份，存于）（繁體中文）（简体中文）（英文）
- ZGMF－X56S/β 雙劍型衝擊高達《機動戰士GUNDAM SEED DESTINY》gundam.info官方網站 （页面存档备份，存于）（繁體中文）（简体中文）（英文）
- 胸部飛行器《機動戰士GUNDAM SEED DESTINY》gundam.info官方網站 （页面存档备份，存于）（繁體中文）（简体中文）（英文）
- 腿部飛行器《機動戰士GUNDAM SEED DESTINY》gundam.info官方網站 （页面存档备份，存于）（繁體中文）（简体中文）（英文）
- 核心戰機《機動戰士GUNDAM SEED DESTINY》gundam.info官方網站 （页面存档备份，存于）（繁體中文）（简体中文）（英文）
- 強攻型衝擊高達規格Ⅱ《機動戰士GUNDAM SEED FREEDOM》官方網站 （页面存档备份，存于）